# Blåjackor (film, 1964)
Blåjackor är en svensk dramafilm från 1964 i regi av Arne Mattsson.

## Om filmen
Filmen premiärvisades 3 oktober 1964 på biograf Sergel i Stockholm. Inspelningen utfördes med ateljéefilmning vid Slovenien Filmservis och Slovenien Triglav Film i Ljubljana med exteriörer från Piran i Slovenien och Skeppsbron i Stockholm av Kalle Bergholm och Sreco Pavlovcic. Musiken spelades in i Budapest, Ungern med Budapests symfoniorkester förstärkt med ungerska radions dansorkester under Egil Monn-Iversens ledning. Som förlaga har man Lajos Lajtais operett Blåjackor som uruppfördes på Stora Teatern i Göteborg 1941. 

## Roller i urval
- Dirch Passer - korpral Sam Pettersson-Pedersen
- Åke Söderblom - amiral Napoleon "Nappe" von Lohring
- Siv Ericks - Mrs. Britt Plunkett
- Per Asplin - Bob Carlberg, kadett, amiralens systerson
- Elisabeth Odén - Eva, Mrs. Plunketts brorsdotter
- Grynet Molvig - Pia
- Nils Hallberg - Nitouche, balettmästare
- Arve Opsahl - Månsson, amiralens kalfaktor
- Carl-Axel Elfving - Fifi, ackompanjatör
- Anita Lindblom - Carmen
- Marianne Mohaupt - Fia
- Lillevi Bergman - Mia
- Cence Sulevska - balettflicka
- Curt Ericson - Olsson, högbåtsman
- Tomas Bolme - Jätten, kadett
- Carl-Gustaf Lindstedt - Skeppsdoktor (okrediterad)

## Musik i filmen
- Ett skepp kommer lastat, kompositör Louis Lajtai, text Roland, sång Grynet Molvig, Elisabeth Odén och Marianne Mohaupt
- Flöjt-polka, kompositör Egil Monn-Iversen, instrumental.
- Potatisvisan, kompositör Louis Lajtai, text Roland, sång Per Asplin
- Blånande hav, kompositör Louis Lajtai, text Roland, sång Marianne Mohaupt, Hasse Wallbom, Grynet Molvig, Elisabeth Odén och Per Asplin
- Marschvisa (Vi är vaktpatrullen), kompositör Louis Lajtai, text Roland, instrumental.
- Gå och fråga mamma, kompositör Louis Lajtai, text Roland, sångare Grynet Molvig och Dirch Passer
- Kastanjett-Tango, kompositör Georges Bizet, musikarrangör Louis Lajtai, text Roland, sång Anita Lindblom
- Med hundra gitarrer, kompositör Louis Lajtai, text Staffan Tjerneld, sång Anita Lindblom

## DVD
Filmen gavs ut på DVD 2011.